# Batterie (baseball)
Pour les articles homonymes, voir Batterie.
Au baseball, le terme batterie (en anglais battery) désigne le couple lanceur/receveur de l'équipe en défense. Ces joueurs sont respectivement notés 1 et 2 dans l'alignement défensif.

## Origine

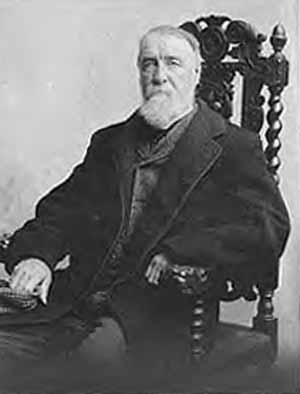
Henry Chadwick

Le terme "batterie" au baseball a été inventé par Henry Chadwick dans les années 1860 en référence à la puissance de feu des lanceurs d'une équipe. Il faisait allusion aux batteries d'artillerie utilisées lors de la guerre de Sécession.
Plus tard, cette notion évolue pour désigner l'efficacité du duo composé du lanceur et de son receveur. Leur performance combinée est primordiale pour le succès d'une équipe en défense.